# Neil Gibson
Neil Gibson (Larkhall, 23 febbraio 1873 – 30 gennaio 1947) è stato un calciatore scozzese, di ruolo centrocampista.
Gibson ebbe tre figli, tutti calciatori: Neil, William e Jimmy.

## Carriera

### Club
Cresciuto nel Royal Albert Football Club, passa ai Rangers di Glasgow nel 1894.
Con i Teddy Bears militò per dieci anni, e con essi vinse quattro campionati scozzesi e tre Scottish Cup.
Nel 1904 lasciò i Rangers per andare a giocare nel Partick Thistle, dove chiuse la carriera cinque anni dopo.

### Nazionale
Gibson militò nella nazionale di calcio della Scozia, vestendone la maglia in 14 occasioni e segnandovi una rete. Con la Scozia ha vinto il Torneo Interbritannico 1896, 1897 e 1900.

## Statistiche

### Cronologia presenze e reti in nazionale
| Cronologia completa delle presenze e delle reti in nazionale ― Scozia | Cronologia completa delle presenze e delle reti in nazionale ― Scozia | Cronologia completa delle presenze e delle reti in nazionale ― Scozia | Cronologia completa delle presenze e delle reti in nazionale ― Scozia | Cronologia completa delle presenze e delle reti in nazionale ― Scozia | Cronologia completa delle presenze e delle reti in nazionale ― Scozia | Cronologia completa delle presenze e delle reti in nazionale ― Scozia | Cronologia completa delle presenze e delle reti in nazionale ― Scozia |
| Data                                                                  | Città                                                                 | In casa                                                               | Risultato                                                             | Ospiti                                                                | Competizione                                                          | Reti                                                                  | Note                                                                  |
| --------------------------------------------------------------------- | --------------------------------------------------------------------- | --------------------------------------------------------------------- | --------------------------------------------------------------------- | --------------------------------------------------------------------- | --------------------------------------------------------------------- | --------------------------------------------------------------------- | --------------------------------------------------------------------- |
| 30-3-1895                                                             | Glasgow                                                               | Scozia                                                                | 3 – 1                                                                 | Irlanda                                                               | Torneo Interbritannico 1895                                           | -                                                                     |                                                                       |
| 6-4-1895                                                              | Liverpool                                                             | Inghilterra                                                           | 3 – 0                                                                 | Scozia                                                                | Torneo Interbritannico 1895                                           | -                                                                     |                                                                       |
| 28-3-1896                                                             | Belfast                                                               | Irlanda                                                               | 3 – 3                                                                 | Scozia                                                                | Torneo Interbritannico 1896                                           | -                                                                     |                                                                       |
| 4-4-1896                                                              | Glasgow                                                               | Scozia                                                                | 2 – 1                                                                 | Inghilterra                                                           | Torneo Interbritannico 1896                                           | -                                                                     |                                                                       |
| 27-3-1897                                                             | Govan                                                                 | Scozia                                                                | 5 – 1                                                                 | Irlanda del Nord                                                      | Torneo Interbritannico 1897                                           | -                                                                     |                                                                       |
| 3-4-1897                                                              | Londra                                                                | Inghilterra                                                           | 1 – 2                                                                 | Scozia                                                                | Torneo Interbritannico 1897                                           | -                                                                     |                                                                       |
| 2-4-1898                                                              | Glasgow                                                               | Scozia                                                                | 1 – 3                                                                 | Inghilterra                                                           | Torneo Interbritannico 1898                                           | -                                                                     |                                                                       |
| 18-3-1899                                                             | Wrexham                                                               | Galles                                                                | 0 – 6                                                                 | Scozia                                                                | Torneo Interbritannico 1899                                           | -                                                                     |                                                                       |
| 25-3-1899                                                             | Glasgow                                                               | Scozia                                                                | 9 – 1                                                                 | Irlanda del Nord                                                      | Torneo Interbritannico 1899                                           | -                                                                     |                                                                       |
| 8-4-1899                                                              | Birmingham                                                            | Inghilterra                                                           | 2 – 1                                                                 | Irlanda del Nord                                                      | Torneo Interbritannico 1899                                           | -                                                                     |                                                                       |
| 3-3-1900                                                              | Belfast                                                               | Irlanda                                                               | 0 – 3                                                                 | Scozia                                                                | Torneo Interbritannico 1900                                           | -                                                                     |                                                                       |
| 7-4-1900                                                              | Glasgow                                                               | Scozia                                                                | 4 – 1                                                                 | Inghilterra                                                           | Torneo Interbritannico 1900                                           | -                                                                     |                                                                       |
| 2-3-1901                                                              | Wrexham                                                               | Galles                                                                | 1 – 1                                                                 | Scozia                                                                | Torneo Interbritannico 1901                                           | -                                                                     |                                                                       |
| 18-3-1905                                                             | Glasgow                                                               | Scozia                                                                | 4 – 0                                                                 | Irlanda                                                               | Torneo Interbritannico 1905                                           | -                                                                     | cap.                                                                  |
| Totale                                                                |                                                                       | Presenze                                                              | 14                                                                    |                                                                       | Reti                                                                  | 1                                                                     |                                                                       |

## Palmarès

### Club
- Scottish Premier League: 4

Rangers: 1899, 1900, 1901, 1902
- Coppa di Scozia: 3

Rangers: 1897, 1898, 1903

### Nazionale
- Torneo Interbritannico: 3

1896, 1897, 1900